# Ivo Schricker
Ivo Schricker (ur. 18 marca 1877 w Strasburgu, zm. 10 stycznia 1962 w Zurychu) – niemiecki piłkarz i działacz sportowy, Sekretarz Generalny FIFA w latach 1931–1952.

## Życie i kariera zawodowa
Jako nastolatek, wraz z młodszym bratem, Erwinem, był zawodnikiem Strassburger FK 1890, Karlsruher Kickers, FV Strasburg oraz, w czasach studenckich, w zespole Akademischer SC 1893 Berlin. Po studiach, jako doktor prawa, został graczem Karlsruher FV i w latach 1900–1906 kilkukrotnie zdobywał ze swoim zespołem mistrzostwo Południowych Niemiec. W sezonie 1904/1905 wraz ze swoją drużyną został wicemistrzem kraju.
Po przejściu na sportową emeryturę, Schricker w roku 1923 został prezydentem południowoniemieckiej federacji piłkarskiej i pełnił tę funkcję przez dwa lata. W latach 1927 i 1928 zaczynał karierę odpowiednio w DFB i w FIFA. W 1932 roku mianowano go na stanowisko Sekretarza Generalnego FIFA, z pełnienia tej funkcji zrezygnował dopiero w grudniu 1950 roku. Jego następcą został Szwajcar Kurt Gassmann. Schricker został honorowym członkiem DFB. Zmarł w 1962 roku w Zurychu.